# Martincourt (Oise)
Martincourt – miejscowość i gmina we Francji, w regionie Hauts-de-France, w departamencie Oise.
Według danych na rok 1990 gminę zamieszkiwało 108 osób, a gęstość zaludnienia wynosiła 21 osób/km² (wśród 2293 gmin Pikardii Martincourt plasuje się na 889. miejscu pod względem liczby ludności, natomiast pod względem powierzchni na miejscu 861.).